# Friedhofsgeflüster
Die Erzählung Friedhofsgeflüster von Wanda Schmid handelt von einem Mädchen, das als Kind ein gestörtes Verhältnis zu Leben und Tod entwickelt und erst als junge Frau die Dinge zu verstehen beginnt, welche ihre sonderbare Kindheit und das schwierige Verhältnis zur Familie geprägt haben.
Das Buch wurde im Jahr 2000 vom eFeF-Verlag in Bern veröffentlicht und umfasst 96 Seiten. Die Erzählung erhielt noch im selben Jahr den Einzelwerkpreis der Schweizerischen Schillerstiftung.

## Inhalt
Vanessa von Gelblinden wächst in einer seltsam zerrütteten Familie auf. Ihr Vater ist wenn, dann nur am Wochenende da. Vanessa verbringt die meiste Zeit zurückgezogen in ihrem Zimmer und die Grossmutter hat alle Hände voll damit zu tun, das Bild der Familie in einem guten Licht zu halten. Die einzigen Bezugspersonen Vanessas sind die Haushälterin Hannah, ihr Grossvater, sowie später Onkel Albert, der ihr viel von seinen Länderreisen erzählt. Letztere sterben jedoch noch während Vanessas jungen Jahren.
Mit der Zeit beginnt Vanessa ein gestörtes Verhältnis zu Leben und Tod zu entwickeln. Eines Abends erwürgt sie gar ihren kleinen Bruder Felix, ohne zu diesem Zeitpunkt wirklich zu begreifen, was sie da tut. In der Schule findet sie schliesslich im Vikarssohn Herbert einen neuen Freund, mit dem sie ihre Fantasien ausleben kann. Sie stiehlt sich in Beerdigungszeremonien, erfreut sich am Zusehen bei der Arbeit des Schlachters, stiehlt mit Herberts Hilfe Knochen aus dem Beinhäuschen und veranstaltet zum Ende hin einen blutigen Hahnenkampf.
Als die Grossmutter stirbt, wollen die Eltern Vanessa nicht mehr im Haus haben und schicken sie in ein von Benediktinerinnen geführtes Mädcheninternat. Während sie sich zwar nur langsam an Ordnung und Disziplin gewöhnt, wächst sie dennoch langsam zur jungen Frau heran. Später wird sie vom Vater in einer Pflegefamilie platziert, wo sie die Matura an einer Volksschule besteht. Vanessa beginnt zu studieren und geht eine Beziehung mit einem suspekten Macho-Typen ein. Als sie von ihm schwanger wird, bricht sie mit ihm, trägt das Kind aus und schenkt das namenlose Kind der Mutter zur Adoption, die es auf den Namen ihres ermordeten Sohnes Felix tauft.
Vanessa beendet ihr Studium und geht danach auf Reisen, um die ganzen Länder zu sehen, von denen Onkel Albert ihr früher erzählt hatte. Erst 14 Jahre nach Felix’ Geburt kehrt sie zur Beerdigung ihres verstorbenen Vaters nach Hause zurück. Dort erfährt sie von Ada und Hannah, dass ihre Mutter einst einen Bruder namens Felix hatte, dessen Tod sie niemals überwunden hat. Vanessa spricht jedoch nie mit Felix darüber, dass sie in Wirklichkeit seine Mutter ist.
Als Vanessa erneut auf Reisen geht, nimmt sie Felix als Begleiter mit. Felix entwickelt Zuneigung für Vanessa und als sie wieder zurück sind, ertappt Vanessa Felix dabei, wie er sie im Schlaf betatscht. Kurze Zeit später begeht er Suizid. Als Vanessa ihrer Mutter davon berichtet, begreift die Mutter, dass sie ihren Sohn Felix endgültig loslassen muss und auf keine Weise zurückerhalten kann. Die beiden söhnen sich aus.

## Stil
Die direkte Rede wird nie durch Anführungszeichen eingeleitet, sondern direkt in den erzählerischen Text eingebunden. Der gesamte Text ist in sehr kurzen, prägnanten Sätzen verfasst, die in ihrer Art oftmals an kurz notierte Gedankengänge in einem Tagebuch erinnern. So bekommt man die Geschichte insbesondere im ersten Teil vorwiegend aus dem Blickwinkel Vanessas erzählt und erhält somit Einblick in ihre Gedankenwelt. Erst mit der zunehmenden geistigen Genesung Vanessas wechselt auch der anfänglich sehr auf Vanessas Sicht der Dinge fixierte Blickwinkel nach aussen. Ebenfalls auffällig ist, dass die Namen der verschiedenen Verwandten nur sehr zögerlich bekannt gegeben werden und auch Vanessa während der Beschreibung ihrer Kindheit fast ausschliesslich als "Das Kind" bezeichnet und erst später öfter beim Namen genannt wird. Damit wird die Distanzierung unterstrichen, welche Vanessa in der Familie widerfährt. Nur Onkel Albert, zu welchem sie sofort eine sehr offene und andauernde Beziehung entwickelt, wird unmittelbar mit seinem Namen eingeführt.

## Rezeption
- Schweizerische Schillerstiftung: „Wanda Schmid beweist in ihrem Prosaerstling ein meisterhaftes Gespür für erzählerische Ökonomie, indem sie bis an die äusserte Grenze dessen geht, was noch gesagt werden muss, um Personen, Emotionen und Ereignisse plastisch und nachfühlbar zu machen.“[2]

- Die Wochenzeitung: „Das pochende, poetische Potenzial, der groteske Humor, die immer wieder in der Erzählung aufblitzen, wecken Erinnerungen an die sinnlich magischen Romane aus Südamerika, doch brauchte diese fulminante Grablegung eines Familientraumas leidenschaftlichere Erzählkraft, mutigere Hinwendung zum Detail, zum Schmerz, um uns wirklich zu verzaubern.“[3]

- Neue Zürcher Zeitung: Beatrice Eichmann-Leutenegger hält die abgehackte, parataktische Sprache der Autorin für angemessen, solange die Kindheit der Protagonistin beschrieben wird. Bedauerlich findet sie jedoch, dass Schmid die Geschichte bis zum Erwachsenenalter der Protagonistin fortgeführt hat. Denn dieser Teil der Erzählung würde ihrer Ansicht nach vergleichsweise oberflächliche abgehandelt und stünde damit in negativem Kontrast zu „den dichten und detailreichen Kinderszenen“.[4]